# 24 Horas de Le Mans de 2017

Traçado do Circuito de la Sarthe.

As 24 Hours of Le Mans de 2017 (em francês: 85e 24 Heures du Mans) foi um evento de resistência automóvel disputado entre os dias 17 e 18 de junho no Circuito de la Sarthe em Le Mans, na França. É a 85ª corrida da corrida de 24 horas organizada pelo Automobile Club de l'Ouest, bem como a terceira etapa do Campeonato FIA World Endurance de 2017.

## Pilotos inscritos
WEC  Disputa a temporada completa do Campeonato Mundial de Endurance da FIA de 2017

 ELMS  Disputa a temporada completa da European Le Mans Series

 WSCC  Disputa a temporada completa do WeatherTech SportsCar Championship

 ALMS  Disputa a temporada completa da Asian Le Mans Series
| Entry List              | Entry List        | Entry List                 | Entry List               | Entry List        | Entry List          | Entry List            | Entry List               | Entry List        |
| No.                     | País              | Equipe                     | Carro                    | Pneu              | Piloto 1            | Piloto 2              | Piloto 3                 |                   |
| LMP1 (6 entradas)       | LMP1 (6 entradas) | LMP1 (6 entradas)          | LMP1 (6 entradas)        | LMP1 (6 entradas) | LMP1 (6 entradas)   | LMP1 (6 entradas)     | LMP1 (6 entradas)        | LMP1 (6 entradas) |
| ----------------------- | ----------------- | -------------------------- | ------------------------ | ----------------- | ------------------- | --------------------- | ------------------------ | ----------------- |
| 1                       | DEU               | Porsche LMP Team           | Porsche 919 Hybrid       | M                 | Neel Jani           | Nick Tandy            | André Lotterer           | WEC               |
| 2                       | DEU               | Porsche LMP Team           | Porsche 919 Hybrid       | M                 | Brendon Hartley     | Timo Bernhard         | Earl Bamber              | WEC               |
| 4                       | AUT               | ByKolles Racing Team       | ENSO CLM P1/01-Nismo     | M                 | Oliver Webb         | Dominik Kraihamer     | Marco Bonanomi           | WEC               |
| 7                       | JPN               | Toyota Gazoo Racing        | Toyota TS050 Hybrid      | M                 | Mike Conway         | Kamui Kobayashi       | Stéphane Sarrazin        | WEC               |
| 8                       | JPN               | Toyota Gazoo Racing        | Toyota TS050 Hybrid      | M                 | Sébastien Buemi     | Anthony Davidson      | Kazuki Nakajima          | WEC               |
| 9                       | JPN               | Toyota Gazoo Racing        | Toyota TS050 Hybrid      | M                 | José María López    | Yuji Kunimoto         | Nicolas Lapierre         |                   |
| LMP2 (25 entradas)      |                   |                            |                          |                   |                     |                       |                          |                   |
| 13                      | CHE               | Vaillante Rebellion        | Oreca 07                 | D                 | Nelson Piquet Jr.   | Mathias Beche         | David Heinemeier Hansson | WEC               |
| 17                      | FRA               | IDEC Sport Racing          | Ligier JS P217           | M                 | Patrice Lafargue    | Paul Lafargue         | David Zollinger          | ELMS              |
| 21                      | USA               | DragonSpeed - 10 Star      | Oreca 07                 | D                 | Henrik Hedman       | Ben Hanley            | Felix Rosenqvist         | ELMS              |
| 22                      | RUS               | G-Drive Racing             | Oreca 07                 | D                 | Memo Rojas          | Ryō Hirakawa          | José Gutiérrez           | ELMS              |
| 23                      | FRA               | Panis-Barthez Competition  | Ligier JS P217           | M                 | Fabien Barthez      | Timothé Buret         | Nathanaël Berthon        | ELMS              |
| 24                      | CHN               | CEFC Manor TRS Racing      | Oreca 07                 | D                 | Tor Graves          | Jonathan Hirschi      | Jean-Éric Vergne         | WEC               |
| 25                      | CHN               | CEFC Manor TRS Racing      | Oreca 07                 | D                 | Roberto González    | Simon Trummer         | Vitaly Petrov            | WEC               |
| 26                      | RUS               | G-Drive Racing             | Oreca 07                 | D                 | Roman Rusinov       | Pierre Thiriet        | Alex Lynn                | WEC               |
| 27                      | RUS               | SMP Racing                 | Dallara P217             | D                 | Mikhail Aleshin     | Sergey Sirotkin       | Viktor Shaitar           | ELMS              |
| 28                      | FRA               | TDS Racing                 | Oreca 07                 | D                 | Emmanuel Collard    | François Perrodo      | Matthieu Vaxivière       | WEC               |
| 29                      | NLD               | Racing Team Nederland      | Dallara P217             | D                 | Rubens Barrichello  | Frits van Eerd        | Jan Lammers              | ELMS              |
| 31                      | CHE               | Vaillante Rebellion        | Oreca 07                 | D                 | Nicolas Prost       | Bruno Senna           | Julien Canal             | WEC               |
| 32                      | USA               | United Autosports          | Ligier JS P217           | D                 | William Owen        | Hugo de Sadeleer      | Filipe Albuquerque       | ELMS              |
| 33                      | PHL               | Eurasia Motorsport         | Ligier JS P217           | D                 | Jacques Nicolet     | Pierre Nicolet        | Erik Maris               |                   |
| 34                      | GBR               | Tockwith Motorsports       | Ligier JS P217           | D                 | Philip Hanson       | Nigel Moore           | Karun Chandhok           | ELMS              |
| 35                      | FRA               | Signatech-Alpine Matmut    | Alpine A470              | D                 | Nelson Panciatici   | Pierre Ragues         | André Negrão             | WEC               |
| 36                      | FRA               | Signatech-Alpine Matmut    | Alpine A470              | D                 | Romain Dumas        | Gustavo Menezes       | Matt Rao                 | WEC               |
| 37                      | CHN               | Jackie Chan DC Racing      | Oreca 07                 | D                 | David Cheng         | Tristan Gommendy      | Alex Brundle             | WEC               |
| 38                      | CHN               | Jackie Chan DC Racing      | Oreca 07                 | D                 | Ho-Pin Tung         | Thomas Laurent        | Oliver Jarvis            | WEC               |
| 39                      | FRA               | Graff                      | Oreca 07                 | D                 | Eric Trouillet      | Enzo Guibbert         | James Winslow            | ELMS              |
| 40                      | FRA               | Graff                      | Oreca 07                 | D                 | James Allen         | Richard Bradley       | Franck Matelli           | ELMS              |
| 43                      | USA               | Keating Motorsports        | Riley Mk. 30             | M                 | Ben Keating         | Jeroen Bleekemolen    | Ricky Taylor             |                   |
| 45                      | PRT               | Algarve Pro Racing         | Ligier JS P217           | D                 | Mark Patterson      | Matt McMurry          | Vincent Capillaire       | ELMS              |
| 47                      | ITA               | Cetilar Villorba Corse     | Dallara P217             | D                 | Andrea Belicchi     | Roberto Lacorte       | Giorgio Sernagiotto      | ELMS              |
| 49                      | SVK               | ARC Bratislava             | Ligier JS P217           | M                 | Miroslav Konôpka    | Konstantīns Calko     | Rik Breukers             | ALMS              |
| LMGTE Pro (13 entradas) |                   |                            |                          |                   |                     |                       |                          |                   |
| 51                      | ITA               | AF Corse                   | Ferrari 488 GTE          | M                 | James Calado        | Alessandro Pier Guidi | Michele Rugolo           | WEC               |
| 63                      | USA               | Corvette Racing - GM       | Chevrolet Corvette C7.R  | M                 | Jan Magnussen       | Antonio García        | Jordan Taylor            | WSCC              |
| 64                      | USA               | Corvette Racing - GM       | Chevrolet Corvette C7.R  | M                 | Oliver Gavin        | Tommy Milner          | Marcel Fässler           | WSCC              |
| 66                      | USA               | Ford Chip Ganassi Team UK  | Ford GT                  | M                 | Stefan Mücke        | Olivier Pla           | Billy Johnson            | WEC               |
| 67                      | USA               | Ford Chip Ganassi Team UK  | Ford GT                  | M                 | Andy Priaulx        | Harry Tincknell       | Pipo Derani              | WEC               |
| 68                      | USA               | Ford Chip Ganassi Team USA | Ford GT                  | M                 | Joey Hand           | Dirk Müller           | Tony Kanaan              | WSCC              |
| 69                      | USA               | Ford Chip Ganassi Team USA | Ford GT                  | M                 | Ryan Briscoe        | Scott Dixon           | Richard Westbrook        | WSCC              |
| 71                      | ITA               | AF Corse                   | Ferrari 488 GTE          | M                 | Davide Rigon        | Sam Bird              | Miguel Molina            | WEC               |
| 82                      | USA               | Risi Competizione          | Ferrari 488 GTE          | M                 | Toni Vilander       | Giancarlo Fisichella  | Pierre Kaffer            | WSCC              |
| 91                      | DEU               | Porsche GT Team            | Porsche 911 RSR          | M                 | Richard Lietz       | Frédéric Makowiecki   | Patrick Pilet            | WEC               |
| 92                      | DEU               | Porsche GT Team            | Porsche 911 RSR          | M                 | Michael Christensen | Kévin Estre           | Dirk Werner              | WEC               |
| 95                      | GBR               | Aston Martin Racing        | Aston Martin Vantage GTE | D                 | Nicki Thiim         | Marco Sørensen        | Richie Stanaway          | WEC               |
| 97                      | GBR               | Aston Martin Racing        | Aston Martin Vantage GTE | D                 | Darren Turner       | Jonathan Adam         | Daniel Serra             | WEC               |
| LMGTE Am (16 entries)   |                   |                            |                          |                   |                     |                       |                          |                   |
| 50                      | FRA               | Larbre Compétition         | Chevrolet Corvette C7.R  | M                 | Romain Brandela     | Christian Philippon   | Fernando Rees            |                   |
| 54                      | CHE               | Spirit of Race             | Ferrari 488 GTE          | M                 | Thomas Flohr        | Francesco Castellacci | Olivier Beretta          | WEC               |
| 55                      | CHE               | Spirit of Race             | Ferrari 488 GTE          | M                 | Duncan Cameron      | Aaron Scott           | Marco Cioci              | ELMS              |
| 60                      | SGP               | Clearwater Racing          | Ferrari 488 GTE          | M                 | Richard Wee         | Álvaro Parente        | Hiroki Katoh             | ALMS              |
| 61                      | SGP               | Clearwater Racing          | Ferrari 488 GTE          | M                 | Weng Sun Mok        | Keita Sawa            | Matt Griffin             | WEC               |
| 62                      | USA               | Scuderia Corsa             | Ferrari 488 GTE          | M                 | Cooper MacNeil      | Bill Sweedler         | Townsend Bell            | WSCC              |
| 65                      | USA               | Scuderia Corsa             | Ferrari 488 GTE          | M                 | Christina Nielsen   | Alessandro Balzan     | Bret Curtis              | WSCC              |
| 77                      | DEU               | Dempsey-Proton Racing      | Porsche 911 RSR          | D                 | Christian Ried      | Marvin Dienst         | Matteo Cairoli           | WEC               |
| 83                      | HKG               | DH Racing                  | Ferrari 488 GTE          | M                 | Tracy Krohn         | Niclas Jönsson        | Andrea Bertolini         | ALMS              |
| 84                      | GBR               | JMW Motorsport             | Ferrari 488 GTE          | M                 | Robert Smith        | Will Stevens          | Dries Vanthoor           | ELMS              |
| 86                      | GBR               | Gulf Racing                | Porsche 911 RSR          | D                 | Michael Wainwright  | Ben Barker            | Nick Foster              | WEC               |
| 88                      | DEU               | Proton Competition         | Porsche 911 RSR          | D                 | Klaus Bachler       | Stéphane Lémeret      | Khalid Al Qubaisi        | ELMS              |
| 90                      | GBR               | TF Sport                   | Aston Martin Vantage GTE | D                 | Salih Yoluc         | Euan Hankey           | Rob Bell                 | ELMS              |
| 93                      | DEU               | Proton Competition         | Porsche 911 RSR          | D                 | Patrick Long        | Abdulaziz Al Faisal   | Mike Hedlund             | ELMS              |
| 98                      | GBR               | Aston Martin Racing        | Aston Martin Vantage GTE | D                 | Paul Dalla Lana     | Pedro Lamy            | Mathias Lauda            | WEC               |
| 99                      | GBR               | Beechdean AMR              | Aston Martin Vantage GTE | D                 | Andrew Howard       | Ross Gunn             | Oliver Bryant            | ELMS              |

### Qualificação
Pole positions provisorias estão marcadas em negrito. A volta mais rápida de cada equipe está assinalada com o fundo a cinza.
| Pos. | Classe    | No. | Equipe                     | Qualificação 1 | Qualificação 2 | Qualificação 3 | Gap     | Grid |
| ---- | --------- | --- | -------------------------- | -------------- | -------------- | -------------- | ------- | ---- |
| 1    | LMP1      | 7   | Toyota Gazoo Racing        | 3:18.793       | 3:14.791       | 3:19.928       |         | 1    |
| 2    | LMP1      | 8   | Toyota Gazoo Racing        | 3:19.483       | No time        | 3:17.128       | +2.337  | 2    |
| 3    | LMP1      | 1   | Porsche LMP Team           | 3:21.165       | 3:17.259       | 3:18.210       | +2.468  | 3    |
| 4    | LMP1      | 2   | Porsche LMP Team           | 3:19.710       | 3:18.067       | 3:20.154       | +3.276  | 4    |
| 5    | LMP1      | 9   | Toyota Gazoo Racing        | 3:19.958       | 3:19.889       | 3:18.625       | +3.834  | 5    |
| 6    | LMP1      | 4   | ByKolles Racing Team       | 3:28.887       | 3:26.026       | 3:24.170       | +9.379  | 6    |
| 7    | LMP2      | 26  | G-Drive Racing             | 3:31.945       | 3:28.580       | 3:25.352       | +10.561 | 7    |
| 8    | LMP2      | 25  | CEFC Manor TRS Racing      | 3:30.502       | 3:25.549       | 3:26.521       | +10.758 | 8    |
| 9    | LMP2      | 38  | Jackie Chan DC Racing      | 3:31.024       | 3:26.776       | 3:25.911       | +11.120 | 9    |
| 10   | LMP2      | 31  | Vaillante Rebellion        | 3:29.851       | 3:27.564       | 3:26.736       | +11.945 | 10   |
| 11   | LMP2      | 13  | Vaillante Rebellion        | 3:31.636       | 3:27.071       | 3:26.811       | +12.020 | 11   |
| 12   | LMP2      | 24  | CEFC Manor TRS Racing      | 3:30.847       | 3:26.871       | 3:27.359       | +12.080 | 12   |
| 13   | LMP2      | 28  | TDS Racing                 | 3:29.333       | 3:31.085       | 3:27.108       | +12.317 | 13   |
| 14   | LMP2      | 35  | Signatech Alpine Matmut    | 3:31.439       | 3:29.328       | 3:27.517       | +12.726 | 14   |
| 15   | LMP2      | 37  | Jackie Chan DC Racing      | 3:41.393       | 3:28.432       | 3:27.535       | +12.744 | 15   |
| 16   | LMP2      | 27  | SMP Racing                 | 3:34.407       | 3:30.262       | 3:27.782       | +12.991 | 16   |
| 17   | LMP2      | 36  | Signatech Alpine Matmut    | 3:31.065       | 3:28.856       | 3:28.051       | +13.260 | 17   |
| 18   | LMP2      | 39  | Graff                      | 3:32.987       | 3:36.128       | 3:28.368       | +13.577 | 18   |
| 19   | LMP2      | 40  | Graff                      | 3:32.477       | 3:29.396       | 3:28.891       | +14.100 | 19   |
| 20   | LMP2      | 22  | G-Drive Racing             | 3:31.963       | 3:28.937       | 3:30.313       | +14.146 | 20   |
| 21   | LMP2      | 32  | United Autosports          | 3:34.166       | 3:30.693       | 3:29.151       | +14.360 | 21   |
| 22   | LMP2      | 21  | DragonSpeed – 10 Star      | 3:34.046       | 3:30.396       | 3:29.777       | +14.986 | 22   |
| 23   | LMP2      | 29  | Racing Team Nederland      | 3:33.796       | 3:31.766       | 3:29.976       | +15.185 | 23   |
| 24   | LMP2      | 47  | Cetilar Villorba Corse     | 3:34.846       | 3:30.014       | 3:33.412       | +15.223 | 24   |
| 25   | LMP2      | 45  | Algarve Pro Racing         | 3:37.814       | 3:30.164       | 3:32.425       | +15.373 | 25   |
| 26   | LMP2      | 23  | Panis Barthez Competition  | 3:35.559       | 3:31.346       | 3:32.888       | +16.555 | 26   |
| 27   | LMP2      | 34  | Tockwith Motorsports       | 3:41.628       | 3:33.739       | 3:32.536       | +17.745 | 27   |
| 28   | LMP2      | 49  | ARC Bratislava             | 3:37.226       | 3:33.921       | sem tempo      | +19.130 | 28   |
| 29   | LMP2      | 17  | IDEC Sport Racing          | 3:40.162       | 3:36.362       | 3:36.230       | +21.439 | 29   |
| 30   | LMP2      | 43  | Keating Motorsport         | 3:40.813       | 3:37.350       | 3:37.007       | +22.216 | 30   |
| 31   | LMP2      | 33  | Eurasia Motorsport         | 3:42.660       | 3:42.916       | sem tempo      | +27.869 | 31   |
| 32   | LMGTE Pro | 97  | Aston Martin Racing        | 3:53.296       | 3:51.860       | 3:50.837       | +36.046 | 32   |
| 33   | LMGTE Pro | 51  | AF Corse                   | 3:53.123       | 3:52.087       | 3:51.028       | +36.237 | 33   |
| 34   | LMGTE Pro | 95  | Aston Martin Racing        | 3:52.117       | 3:52.525       | 3:51.038       | +36.247 | 34   |
| 35   | LMGTE Pro | 71  | AF Corse                   | 3:52.235       | 3:52.903       | 3:51.086       | +36.295 | 35   |
| 36   | LMGTE Pro | 69  | Ford Chip Ganassi Team USA | 3:55.553       | 3:52.496       | 3:51.232       | +36.441 | 36   |
| 37   | LMGTE Pro | 63  | Corvette Racing – GM       | 3:54.847       | 3:52.886       | 3:51.484       | +36.693 | 37   |
| 38   | LMGTE Pro | 92  | Porsche GT Team            | 3:54.243       | 3:52.177       | 3:51.847       | +37.056 | 38   |
| 39   | LMGTE Pro | 66  | Ford Chip Ganassi Team UK  | 3:55.803       | 3:52.558       | 3:51.991       | +37.200 | 39   |
| 40   | LMGTE Pro | 67  | Ford Chip Ganassi Team UK  | 3:54.118       | 3:53.059       | 3:52.008       | +37.217 | 40   |
| 41   | LMGTE Pro | 64  | Corvette Racing – GM       | 3:54.876       | 3:52.391       | 3:52.017       | +37.226 | 41   |
| 42   | LMGTE Pro | 82  | Risi Competizione          | sem tempo      | 3:52.138       | 3:54.129       | +37.347 | 42   |
| 43   | LMGTE Pro | 68  | Ford Chip Ganassi Team USA | 3:55.059       | 3:52.626       | 3:52.178       | +37.387 | 43   |
| 44   | LMGTE Pro | 91  | Porsche GT Team            | 3:54.564       | 3:52.593       | 3:53.807       | +37.802 | 44   |
| 45   | LMGTE Am  | 50  | Larbre Compétition         | 3:56.259       | 3:54.559       | 3:52.843       | +38.052 | 45   |
| 46   | LMGTE Am  | 98  | Aston Martin Racing        | 3:55.134       | 3:54.456       | 3:53.233       | +38.442 | 46   |
| 47   | LMGTE Am  | 62  | Scuderia Corsa             | 3:57.267       | 3:54.576       | 3:53.312       | +38.521 | 47   |
| 48   | LMGTE Am  | 77  | Dempsey-Proton Racing      | 3:55.692       | 3:54.890       | 3:53.381       | +38.590 | 48   |
| 49   | LMGTE Am  | 55  | Spirit of Race             | 4:01.098       | 3:54.941       | 3:53.641       | +38.850 | 49   |
| 50   | LMGTE Am  | 84  | JMW Motorsport             | 3:56.890       | 3:53.981       | 3:53.977       | +39.186 | 50   |
| 51   | LMGTE Am  | 83  | DH Racing                  | 3:55.966       | 3:54.813       | 3:54.088       | +39.297 | 51   |
| 52   | LMGTE Am  | 90  | TF Sport                   | 3:55.953       | 3:54.319       | 3:54.551       | +39.528 | 52   |
| 53   | LMGTE Am  | 99  | Beechdean AMR              | 3:57.463       | 3:55.046       | 3:54.328       | +39.537 | 53   |
| 54   | LMGTE Am  | 93  | Proton Competition         | 3:58.196       | 3:54.621       | 3:59.046       | +39.830 | 54   |
| 55   | LMGTE Am  | 61  | Clearwater Racing          | 3:56.333       | 3:55.995       | 3:54.955       | +40.164 | 55   |
| 56   | LMGTE Am  | 60  | Clearwater Racing          | 3:57.321       | 4:02.436       | 3:54.994       | +40.203 | 56   |
| 57   | LMGTE Am  | 88  | Proton Competition         | 3:56.507       | 3:55.468       | 4:00.323       | +40.677 | 57   |
| 58   | LMGTE Am  | 54  | Spirit of Race             | 3:58.904       | 3:57.005       | 3:56.301       | +41.510 | 58   |
| 59   | LMGTE Am  | 86  | Gulf Racing UK             | 3:58.427       | sem tempo      | 3:56.469       | +41.678 | 59   |
| 60   | LMGTE Am  | 65  | Scuderia Corsa             | 3:58.249       | 3:59.842       | sem tempo      | +43.458 | 60   |

### Resultados da corrida

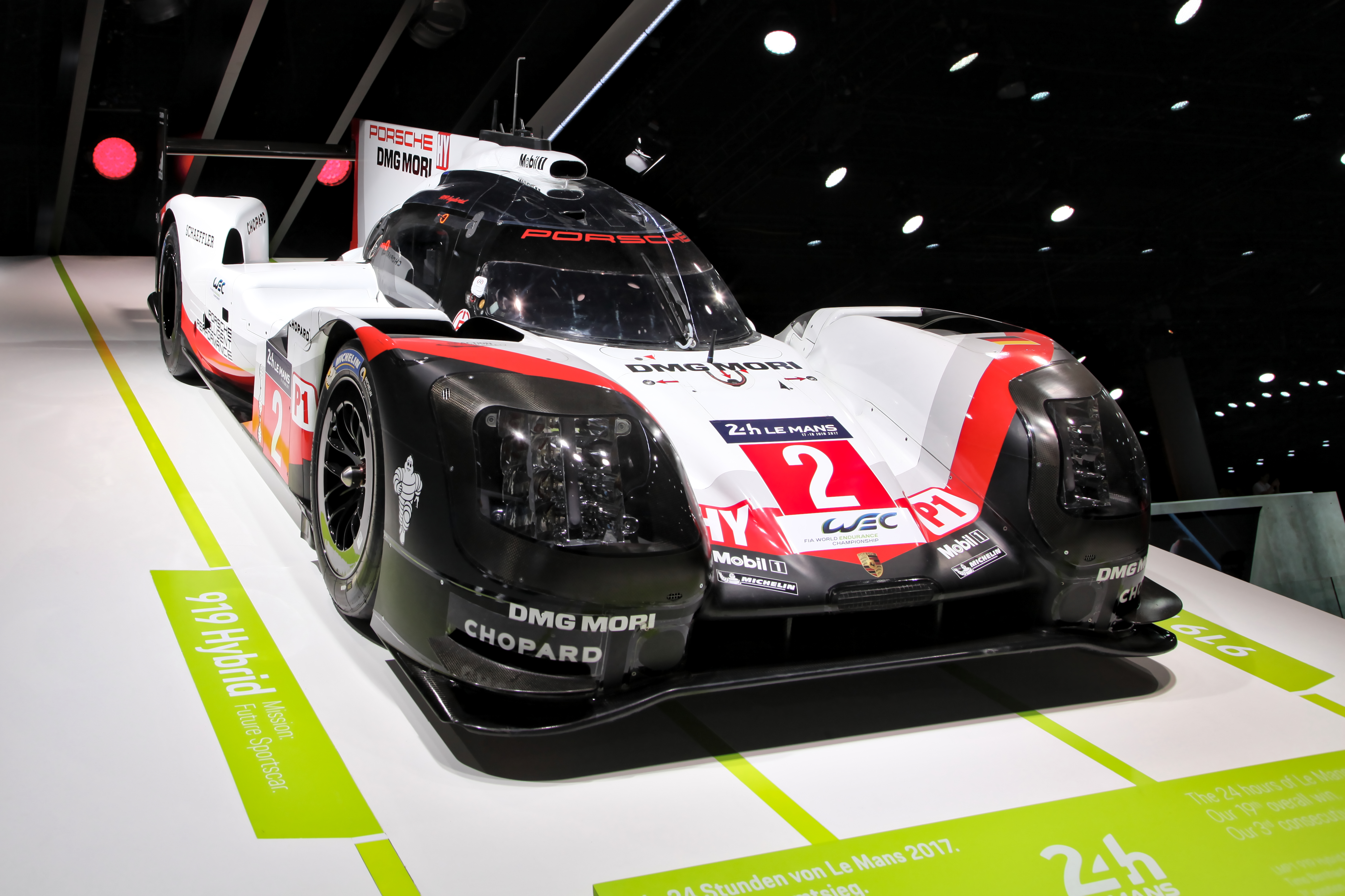
1. 2 Porsche 919 Hybrid

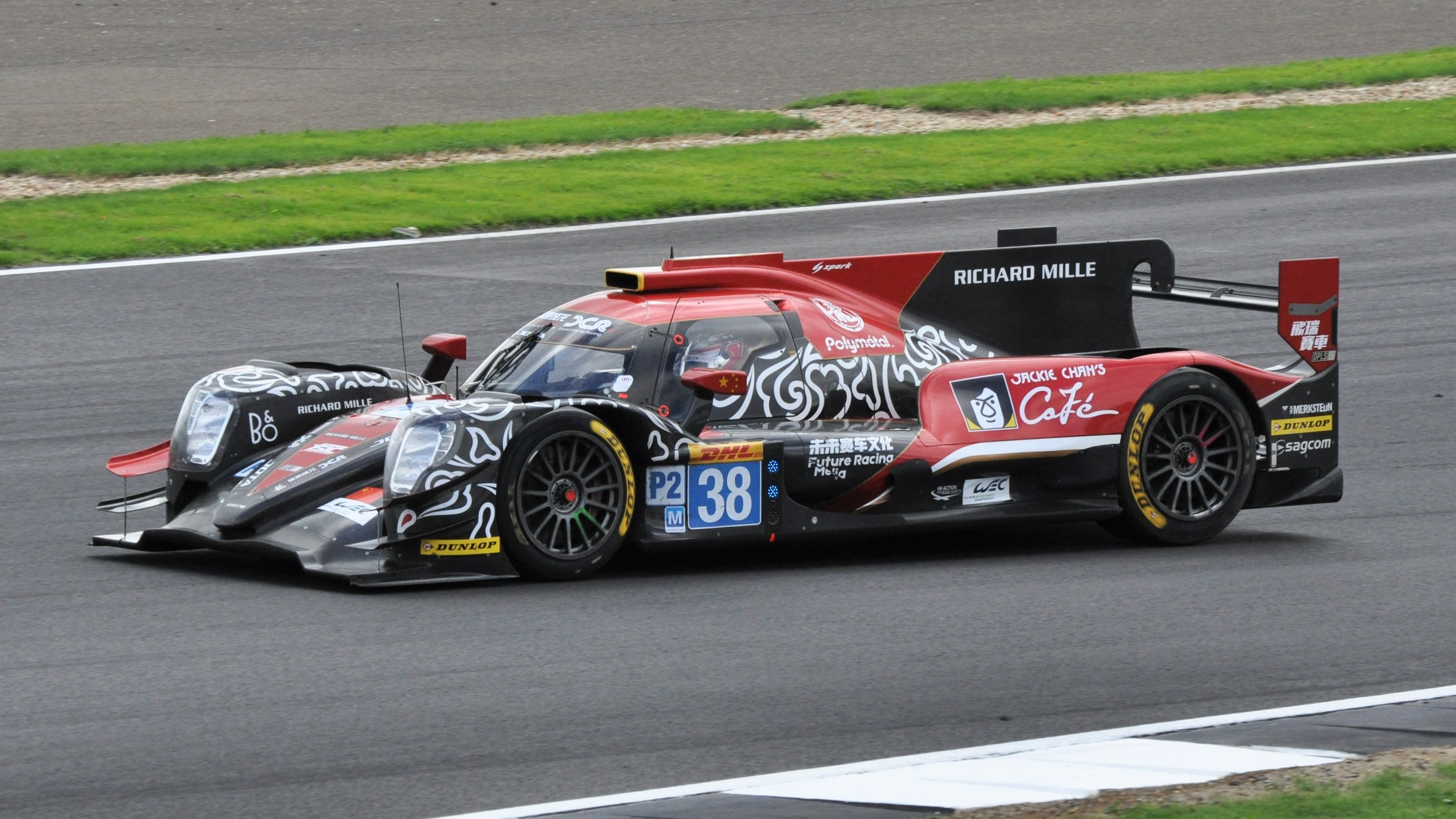
Jackie Chan DC Racing Oreca 07

Os vencedores de cada categoria estão marcados em negrito.
| Pos. | Classe    | No. | Time                       | Pilotos                                                  | Chassis                       | Pneus | Voltas |
| Pos. | Classe    | No. | Time                       | Pilotos                                                  | Motor                         | Pneus | Voltas |
| ---- | --------- | --- | -------------------------- | -------------------------------------------------------- | ----------------------------- | ----- | ------ |
| 1    | LMP1      | 2   | Porsche LMP Team           | Timo Bernhard Brendon Hartley Earl Bamber                | Porsche 919 Hybrid            | M     | 367    |
| 1    | LMP1      | 2   | Porsche LMP Team           | Timo Bernhard Brendon Hartley Earl Bamber                | Porsche 2.0 L Turbo V4        | M     | 367    |
| 2    | LMP2      | 38  | Jackie Chan DC Racing      | Ho-Pin Tung Thomas Laurent Oliver Jarvis                 | Oreca 07                      | D     | 366    |
| 2    | LMP2      | 38  | Jackie Chan DC Racing      | Ho-Pin Tung Thomas Laurent Oliver Jarvis                 | Gibson GK428 4.2 L V8         | D     | 366    |
| 3    | LMP2      | 37  | Jackie Chan DC Racing      | David Cheng Tristan Gommendy Alex Brundle                | Oreca 07                      | D     | 363    |
| 3    | LMP2      | 37  | Jackie Chan DC Racing      | David Cheng Tristan Gommendy Alex Brundle                | Gibson GK428 4.2 L V8         | D     | 363    |
| 4    | LMP2      | 35  | Signatech Alpine Matmut    | Nelson Panciatici Pierre Ragues André Negrão             | Alpine A470                   | D     | 362    |
| 4    | LMP2      | 35  | Signatech Alpine Matmut    | Nelson Panciatici Pierre Ragues André Negrão             | Gibson GK428 4.2 L V8         | D     | 362    |
| 5    | LMP2      | 32  | United Autosports          | William Owen Hugo de Sadeleer Filipe Albuquerque         | Ligier JS P217                | D     | 362    |
| 5    | LMP2      | 32  | United Autosports          | William Owen Hugo de Sadeleer Filipe Albuquerque         | Gibson GK428 4.2 L V8         | D     | 362    |
| 6    | LMP2      | 40  | Graff                      | James Allen Richard Bradley Franck Matelli               | Oreca 07                      | D     | 361    |
| 6    | LMP2      | 40  | Graff                      | James Allen Richard Bradley Franck Matelli               | Gibson GK428 4.2 L V8         | D     | 361    |
| 7    | LMP2      | 24  | CEFC Manor TRS Racing      | Tor Graves Jonathan Hirschi Jean-Éric Vergne             | Oreca 07                      | D     | 360    |
| 7    | LMP2      | 24  | CEFC Manor TRS Racing      | Tor Graves Jonathan Hirschi Jean-Éric Vergne             | Gibson GK428 4.2 L V8         | D     | 360    |
| 8    | LMP1      | 8   | Toyota Gazoo Racing        | Sébastien Buemi Kazuki Nakajima Anthony Davidson         | Toyota TS050 Hybrid           | M     | 358    |
| 8    | LMP1      | 8   | Toyota Gazoo Racing        | Sébastien Buemi Kazuki Nakajima Anthony Davidson         | Toyota 2.4 L Turbo V6         | M     | 358    |
| 9    | LMP2      | 47  | Cetilar Villorba Corse     | Andrea Belicchi Roberto Lacorte Giorgio Sernagiotto      | Dallara P217                  | D     | 353    |
| 9    | LMP2      | 47  | Cetilar Villorba Corse     | Andrea Belicchi Roberto Lacorte Giorgio Sernagiotto      | Gibson GK428 4.2 L V8         | D     | 353    |
| 10   | LMP2      | 36  | Signatech Alpine Matmut    | Romain Dumas Gustavo Menezes Matt Rao                    | Alpine A470                   | D     | 351    |
| 10   | LMP2      | 36  | Signatech Alpine Matmut    | Romain Dumas Gustavo Menezes Matt Rao                    | Gibson GK428 4.2 L V8         | D     | 351    |
| 11   | LMP2      | 34  | Tockwith Motorsports       | Philip Hanson Nigel Moore Karun Chandhok                 | Ligier JS P217                | D     | 351    |
| 11   | LMP2      | 34  | Tockwith Motorsports       | Philip Hanson Nigel Moore Karun Chandhok                 | Gibson GK428 4.2 L V8         | D     | 351    |
| 12   | LMP2      | 17  | IDEC Sport Racing          | Patrice Lafargue Paul Lafargue David Zollinger           | Ligier JS P217                | M     | 344    |
| 12   | LMP2      | 17  | IDEC Sport Racing          | Patrice Lafargue Paul Lafargue David Zollinger           | Gibson GK428 4.2 L V8         | M     | 344    |
| 13   | LMP2      | 29  | Racing Team Nederland      | Rubens Barrichello Jan Lammers Frits van Eerd            | Dallara P217                  | D     | 344    |
| 13   | LMP2      | 29  | Racing Team Nederland      | Rubens Barrichello Jan Lammers Frits van Eerd            | Gibson GK428 4.2 L V8         | D     | 344    |
| 14   | LMP2      | 21  | DragonSpeed – 10 Star      | Henrik Hedman Felix Rosenqvist Ben Hanley                | Oreca 07                      | D     | 343    |
| 14   | LMP2      | 21  | DragonSpeed – 10 Star      | Henrik Hedman Felix Rosenqvist Ben Hanley                | Gibson GK428 4.2 L V8         | D     | 343    |
| 15   | LMP2      | 33  | Eurasia Motorsport         | Jacques Nicolet Pierre Nicolet Erik Maris                | Ligier JS P217                | D     | 341    |
| 15   | LMP2      | 33  | Eurasia Motorsport         | Jacques Nicolet Pierre Nicolet Erik Maris                | Gibson GK428 4.2 L V8         | D     | 341    |
| 16   | LMP2      | 31  | Vaillante Rebellion        | Bruno Senna Nicolas Prost Julien Canal                   | Oreca 07                      | D     | 340    |
| 16   | LMP2      | 31  | Vaillante Rebellion        | Bruno Senna Nicolas Prost Julien Canal                   | Gibson GK428 4.2 L V8         | D     | 340    |
| 17   | LMGTE Pro | 97  | Aston Martin Racing        | Darren Turner Jonathan Adam Daniel Serra                 | Aston Martin Vantage GTE      | D     | 340    |
| 17   | LMGTE Pro | 97  | Aston Martin Racing        | Darren Turner Jonathan Adam Daniel Serra                 | Aston Martin 4.5 L V8         | D     | 340    |
| 18   | LMGTE Pro | 67  | Ford Chip Ganassi Team UK  | Harry Tincknell Andy Priaulx Pipo Derani                 | Ford GT                       | M     | 340    |
| 18   | LMGTE Pro | 67  | Ford Chip Ganassi Team UK  | Harry Tincknell Andy Priaulx Pipo Derani                 | Ford EcoBoost 3.5 L Turbo V6  | M     | 340    |
| 19   | LMGTE Pro | 63  | Corvette Racing – GM       | Jan Magnussen Antonio García Jordan Taylor               | Chevrolet Corvette C7.R       | M     | 340    |
| 19   | LMGTE Pro | 63  | Corvette Racing – GM       | Jan Magnussen Antonio García Jordan Taylor               | Chevrolet 5.5 L V8            | M     | 340    |
| 20   | LMGTE Pro | 91  | Porsche GT Team            | Richard Lietz Frédéric Makowiecki Patrick Pilet          | Porsche 911 RSR               | M     | 339    |
| 20   | LMGTE Pro | 91  | Porsche GT Team            | Richard Lietz Frédéric Makowiecki Patrick Pilet          | Porsche 4.0 L Flat-6          | M     | 339    |
| 21   | LMGTE Pro | 71  | AF Corse                   | Davide Rigon Sam Bird Miguel Molina                      | Ferrari 488 GTE               | M     | 339    |
| 21   | LMGTE Pro | 71  | AF Corse                   | Davide Rigon Sam Bird Miguel Molina                      | Ferrari F154CB 3.9 L Turbo V8 | M     | 339    |
| 22   | LMGTE Pro | 68  | Ford Chip Ganassi Team USA | Joey Hand Tony Kanaan Dirk Müller                        | Ford GT                       | M     | 339    |
| 22   | LMGTE Pro | 68  | Ford Chip Ganassi Team USA | Joey Hand Tony Kanaan Dirk Müller                        | Ford EcoBoost 3.5 L Turbo V6  | M     | 339    |
| 23   | LMGTE Pro | 69  | Ford Chip Ganassi Team USA | Ryan Briscoe Scott Dixon Richard Westbrook               | Ford GT                       | M     | 337    |
| 23   | LMGTE Pro | 69  | Ford Chip Ganassi Team USA | Ryan Briscoe Scott Dixon Richard Westbrook               | Ford EcoBoost 3.5 L Turbo V6  | M     | 337    |
| 24   | LMGTE Pro | 64  | Corvette Racing – GM       | Oliver Gavin Tommy Milner Marcel Fässler                 | Chevrolet Corvette C7.R       | M     | 335    |
| 24   | LMGTE Pro | 64  | Corvette Racing – GM       | Oliver Gavin Tommy Milner Marcel Fässler                 | Chevrolet 5.5 L V8            | M     | 335    |
| 25   | LMGTE Pro | 95  | Aston Martin Racing        | Nicki Thiim Marco Sørensen Richie Stanaway               | Aston Martin Vantage GTE      | D     | 334    |
| 25   | LMGTE Pro | 95  | Aston Martin Racing        | Nicki Thiim Marco Sørensen Richie Stanaway               | Aston Martin 4.5 L V8         | D     | 334    |
| 26   | LMGTE Am  | 84  | JMW Motorsport             | Robert Smith Will Stevens Dries Vanthoor                 | Ferrari 488 GTE               | M     | 333    |
| 26   | LMGTE Am  | 84  | JMW Motorsport             | Robert Smith Will Stevens Dries Vanthoor                 | Ferrari F154CB 3.9 L Turbo V8 | M     | 333    |
| 27   | LMGTE Pro | 66  | Ford Chip Ganassi Team UK  | Stefan Mücke Olivier Pla Billy Johnson                   | Ford GT                       | M     | 332    |
| 27   | LMGTE Pro | 66  | Ford Chip Ganassi Team UK  | Stefan Mücke Olivier Pla Billy Johnson                   | Ford EcoBoost 3.5 L Turbo V6  | M     | 332    |
| 28   | LMGTE Am  | 55  | Spirit of Race             | Duncan Cameron Aaron Scott Marco Cioci                   | Ferrari 488 GTE               | M     | 331    |
| 28   | LMGTE Am  | 55  | Spirit of Race             | Duncan Cameron Aaron Scott Marco Cioci                   | Ferrari F154CB 3.9 L Turbo V8 | M     | 331    |
| 29   | LMGTE Am  | 62  | Scuderia Corsa             | Cooper MacNeil Bill Sweedler Townsend Bell               | Ferrari 488 GTE               | M     | 331    |
| 29   | LMGTE Am  | 62  | Scuderia Corsa             | Cooper MacNeil Bill Sweedler Townsend Bell               | Ferrari F154CB 3.9 L Turbo V8 | M     | 331    |
| 30   | LMGTE Am  | 99  | Beechdean AMR              | Andrew Howard Ross Gunn Oliver Bryant                    | Aston Martin Vantage GTE      | D     | 331    |
| 30   | LMGTE Am  | 99  | Beechdean AMR              | Andrew Howard Ross Gunn Oliver Bryant                    | Aston Martin 4.5 L V8         | D     | 331    |
| 31   | LMGTE Am  | 61  | Clearwater Racing          | Weng Sun Mok Keita Sawa Matt Griffin                     | Ferrari 488 GTE               | M     | 330    |
| 31   | LMGTE Am  | 61  | Clearwater Racing          | Weng Sun Mok Keita Sawa Matt Griffin                     | Ferrari F154CB 3.9 L Turbo V8 | M     | 330    |
| 32   | LMP2      | 45  | Algarve Pro Racing         | Mark Patterson Matt McMurry Vincent Capillaire           | Ligier JS P217                | D     | 330    |
| 32   | LMP2      | 45  | Algarve Pro Racing         | Mark Patterson Matt McMurry Vincent Capillaire           | Gibson GK428 4.2 L V8         | D     | 330    |
| 33   | LMP2      | 27  | SMP Racing                 | Mikhail Aleshin Sergey Sirotkin Viktor Shaytar           | Dallara P217                  | D     | 330    |
| 33   | LMP2      | 27  | SMP Racing                 | Mikhail Aleshin Sergey Sirotkin Viktor Shaytar           | Gibson GK428 4.2 L V8         | D     | 330    |
| 34   | LMGTE Am  | 77  | Dempsey-Proton Racing      | Christian Ried Marvin Dienst Matteo Cairoli              | Porsche 911 RSR               | D     | 329    |
| 34   | LMGTE Am  | 77  | Dempsey-Proton Racing      | Christian Ried Marvin Dienst Matteo Cairoli              | Porsche 4.0 L Flat-6          | D     | 329    |
| 35   | LMGTE Am  | 90  | TF Sport                   | Salih Yoluç Euan Hankey Rob Bell                         | Aston Martin Vantage GTE      | D     | 329    |
| 35   | LMGTE Am  | 90  | TF Sport                   | Salih Yoluç Euan Hankey Rob Bell                         | Aston Martin 4.5 L V8         | D     | 329    |
| 36   | LMGTE Am  | 98  | Aston Martin Racing        | Paul Dalla Lana Mathias Lauda Pedro Lamy                 | Aston Martin Vantage GTE      | D     | 329    |
| 36   | LMGTE Am  | 98  | Aston Martin Racing        | Paul Dalla Lana Mathias Lauda Pedro Lamy                 | Aston Martin 4.5 L V8         | D     | 329    |
| 37   | LMGTE Am  | 93  | Proton Competition         | Patrick Long Mike Hedlund Abdulaziz Al Faisal            | Porsche 911 RSR               | D     | 329    |
| 37   | LMGTE Am  | 93  | Proton Competition         | Patrick Long Mike Hedlund Abdulaziz Al Faisal            | Porsche 4.0 L Flat-6          | D     | 329    |
| 38   | LMGTE Am  | 86  | Gulf Racing UK             | Michael Wainwright Ben Barker Nick Foster                | Porsche 911 RSR               | D     | 328    |
| 38   | LMGTE Am  | 86  | Gulf Racing UK             | Michael Wainwright Ben Barker Nick Foster                | Porsche 4.0 L Flat-6          | D     | 328    |
| 39   | LMP2      | 22  | G-Drive Racing             | Memo Rojas Ryō Hirakawa José Gutiérrez                   | Oreca 07                      | D     | 327    |
| 39   | LMP2      | 22  | G-Drive Racing             | Memo Rojas Ryō Hirakawa José Gutiérrez                   | Gibson GK428 4.2 L V8         | D     | 327    |
| 40   | LMGTE Am  | 60  | Clearwater Racing          | Richard Wee Álvaro Parente Hiroki Katoh                  | Ferrari 488 GTE               | M     | 327    |
| 40   | LMGTE Am  | 60  | Clearwater Racing          | Richard Wee Álvaro Parente Hiroki Katoh                  | Ferrari F154CB 3.9 L Turbo V8 | M     | 327    |
| 41   | LMGTE Am  | 54  | Spirit of Race             | Thomas Flohr Francesco Castellacci Olivier Beretta       | Ferrari 488 GTE               | M     | 326    |
| 41   | LMGTE Am  | 54  | Spirit of Race             | Thomas Flohr Francesco Castellacci Olivier Beretta       | Ferrari F154CB 3.9 L Turbo V8 | M     | 326    |
| 42   | LMGTE Am  | 83  | DH Racing                  | Tracy Krohn Niclas Jönsson Andrea Bertolini              | Ferrari 488 GTE               | M     | 320    |
| 42   | LMGTE Am  | 83  | DH Racing                  | Tracy Krohn Niclas Jönsson Andrea Bertolini              | Ferrari F154CB 3.9 L Turbo V8 | M     | 320    |
| 43   | LMP2      | 39  | Graff                      | Eric Trouillet Enzo Guibbert James Winslow               | Oreca 07                      | D     | 318    |
| 43   | LMP2      | 39  | Graff                      | Eric Trouillet Enzo Guibbert James Winslow               | Gibson GK428 4.2 L V8         | D     | 318    |
| 44   | LMGTE Am  | 65  | Scuderia Corsa             | Christina Nielsen Alessandro Balzan Bret Curtis          | Ferrari 488 GTE               | M     | 314    |
| 44   | LMGTE Am  | 65  | Scuderia Corsa             | Christina Nielsen Alessandro Balzan Bret Curtis          | Ferrari F154CB 3.9 L Turbo V8 | M     | 314    |
| 45   | LMP2      | 49  | ARC Bratislava             | Miroslav Konôpka Konstantīns Calko Rik Breukers          | Ligier JS P217                | M     | 314    |
| 45   | LMP2      | 49  | ARC Bratislava             | Miroslav Konôpka Konstantīns Calko Rik Breukers          | Gibson GK428 4.2 L V8         | M     | 314    |
| 46   | LMGTE Pro | 51  | AF Corse                   | James Calado Alessandro Pier Guidi Michele Rugolo        | Ferrari 488 GTE               | M     | 312    |
| 46   | LMGTE Pro | 51  | AF Corse                   | James Calado Alessandro Pier Guidi Michele Rugolo        | Ferrari F154CB 3.9 L Turbo V8 | M     | 312    |
| 47   | LMP2      | 43  | Keating Motorsport         | Ben Keating Ricky Taylor Jeroen Bleekemolen              | Riley Mk. 30                  | M     | 312    |
| 47   | LMP2      | 43  | Keating Motorsport         | Ben Keating Ricky Taylor Jeroen Bleekemolen              | Gibson GK428 4.2 L V8         | M     | 312    |
| 48   | LMGTE Am  | 50  | Larbre Compétition         | Romain Brandela Christian Philippon Fernando Rees        | Chevrolet Corvette C7.R       | M     | 309    |
| 48   | LMGTE Am  | 50  | Larbre Compétition         | Romain Brandela Christian Philippon Fernando Rees        | Chevrolet 5.5 L V8            | M     | 309    |
| DSQ  | LMP2      | 13  | Vaillante Rebellion        | Nelson Piquet Jr. Mathias Beche David Heinemeier Hansson | Oreca 07                      | D     | 364    |
| DSQ  | LMP2      | 13  | Vaillante Rebellion        | Nelson Piquet Jr. Mathias Beche David Heinemeier Hansson | Gibson GK428 4.2 L V8         | D     | 364    |
| DNF  | LMP1      | 1   | Porsche LMP Team           | Neel Jani Nick Tandy André Lotterer                      | Porsche 919 Hybrid            | M     | 318    |
| DNF  | LMP1      | 1   | Porsche LMP Team           | Neel Jani Nick Tandy André Lotterer                      | Porsche 2.0 L Turbo V4        | M     | 318    |
| DNF  | LMP2      | 23  | Panis Barthez Competition  | Fabien Barthez Timothé Buret Nathanaël Berthon           | Ligier JS P217                | M     | 296    |
| DNF  | LMP2      | 23  | Panis Barthez Competition  | Fabien Barthez Timothé Buret Nathanaël Berthon           | Gibson GK428 4.2 L V8         | M     | 296    |
| DNF  | LMP2      | 28  | TDS Racing                 | François Perrodo Emmanuel Collard Matthieu Vaxivière     | Oreca 07                      | D     | 213    |
| DNF  | LMP2      | 28  | TDS Racing                 | François Perrodo Emmanuel Collard Matthieu Vaxivière     | Gibson GK428 4.2 L V8         | D     | 213    |
| DNF  | LMGTE Pro | 92  | Porsche GT Team            | Michael Christensen Kévin Estre Dirk Werner              | Porsche 911 RSR               | M     | 179    |
| DNF  | LMGTE Pro | 92  | Porsche GT Team            | Michael Christensen Kévin Estre Dirk Werner              | Porsche 4.0 L Flat-6          | M     | 179    |
| DNF  | LMP1      | 9   | Toyota Gazoo Racing        | José María López Nicolas Lapierre Yuji Kunimoto          | Toyota TS050 Hybrid           | M     | 160    |
| DNF  | LMP1      | 9   | Toyota Gazoo Racing        | José María López Nicolas Lapierre Yuji Kunimoto          | Toyota 2.4 L Turbo V6         | M     | 160    |
| DNF  | LMP1      | 7   | Toyota Gazoo Racing        | Mike Conway Kamui Kobayashi Stéphane Sarrazin            | Toyota TS050 Hybrid           | M     | 154    |
| DNF  | LMP1      | 7   | Toyota Gazoo Racing        | Mike Conway Kamui Kobayashi Stéphane Sarrazin            | Toyota 2.4 L Turbo V6         | M     | 154    |
| DNF  | LMP2      | 25  | CEFC Manor TRS Racing      | Roberto González Simon Trummer Vitaly Petrov             | Oreca 07                      | D     | 152    |
| DNF  | LMP2      | 25  | CEFC Manor TRS Racing      | Roberto González Simon Trummer Vitaly Petrov             | Gibson GK428 4.2 L V8         | D     | 152    |
| DNF  | LMGTE Pro | 82  | Risi Competizione          | Toni Vilander Giancarlo Fisichella Pierre Kaffer         | Ferrari 488 GTE               | M     | 72     |
| DNF  | LMGTE Pro | 82  | Risi Competizione          | Toni Vilander Giancarlo Fisichella Pierre Kaffer         | Ferrari F154CB 3.9 L Turbo V8 | M     | 72     |
| DNF  | LMP2      | 26  | G-Drive Racing             | Roman Rusinov Pierre Thiriet Alex Lynn                   | Oreca 07                      | D     | 20     |
| DNF  | LMP2      | 26  | G-Drive Racing             | Roman Rusinov Pierre Thiriet Alex Lynn                   | Gibson GK428 4.2 L V8         | D     | 20     |
| DNF  | LMGTE Am  | 88  | Proton Competition         | Klaus Bachler Stéphane Lémeret Khalid Al Qubaisi         | Porsche 911 RSR               | D     | 18     |
| DNF  | LMGTE Am  | 88  | Proton Competition         | Klaus Bachler Stéphane Lémeret Khalid Al Qubaisi         | Porsche 4.0 L Flat-6          | D     | 18     |
| DNF  | LMP1      | 4   | ByKolles Racing Team       | Dominik Kraihamer Oliver Webb Marco Bonanomi             | ENSO CLM P01/01               | M     | 7      |
| DNF  | LMP1      | 4   | ByKolles Racing Team       | Dominik Kraihamer Oliver Webb Marco Bonanomi             | Nismo VRX30A 3.0 L Turbo V6   | M     | 7      |